# بيرت وليامز (لاعب كرة قدم)
بيرت وليامز (بالإنجليزية: Bertie Williams)‏ (4 مارس 1907 في المملكة المتحدة - 1968) هو مدرب كرة قدم ولاعب كرة قدم بريطاني (وحمل سابقاً جنسية المملكة المتحدة لبريطانيا العظمى وأيرلندا) في مركز مهاجم داخلي. لعب مع شيفيلد يونايتد ونادي بريستول سيتي وMerthyr Town F.C. ‏.

## وصلات خارجية
- بيرت وليامز على موقع قاعدة بيانات كرة القدم.إي يو (الإنجليزية)